# 반응 속도

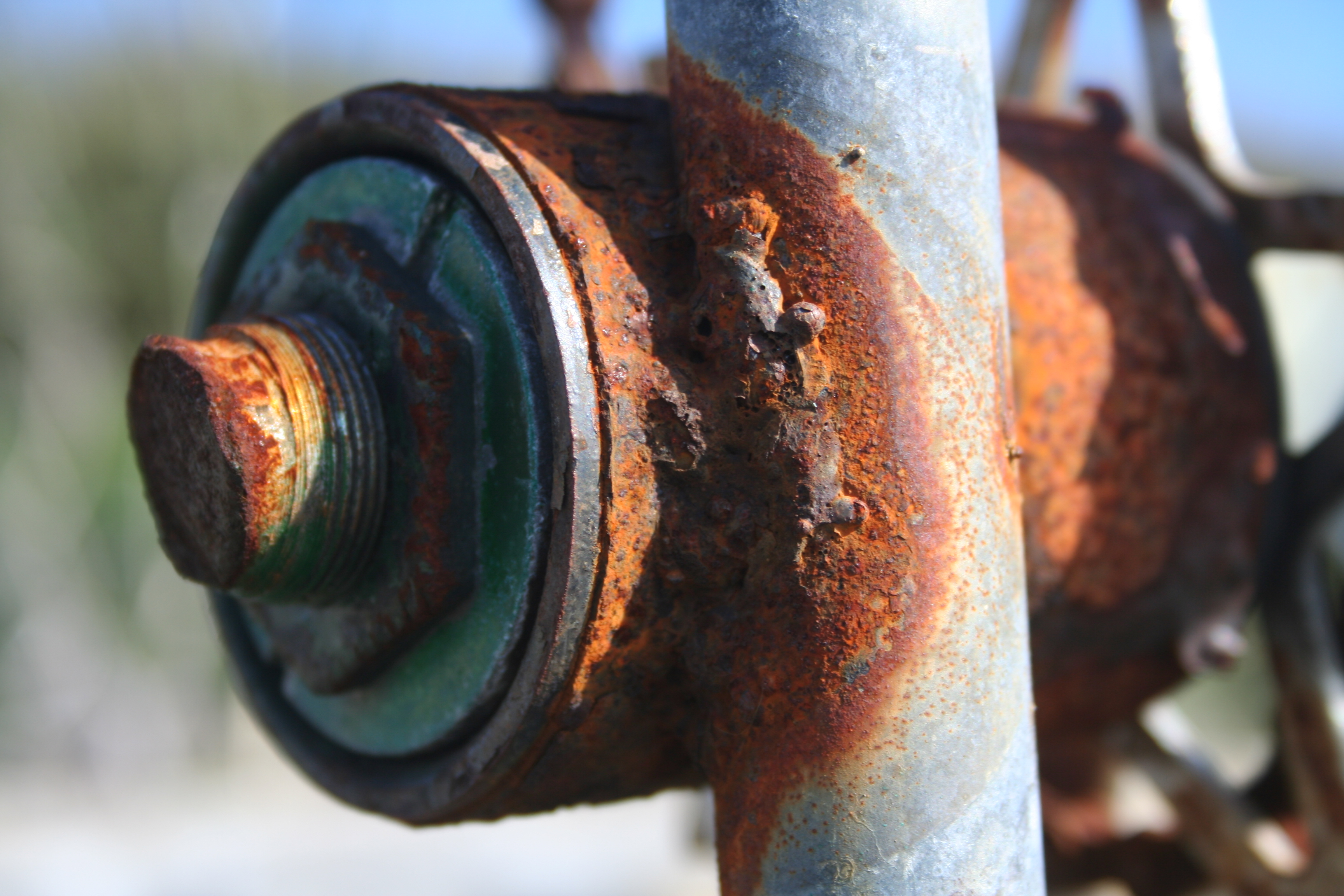
쇠가 녹스는 반응은 느린 반응이다.

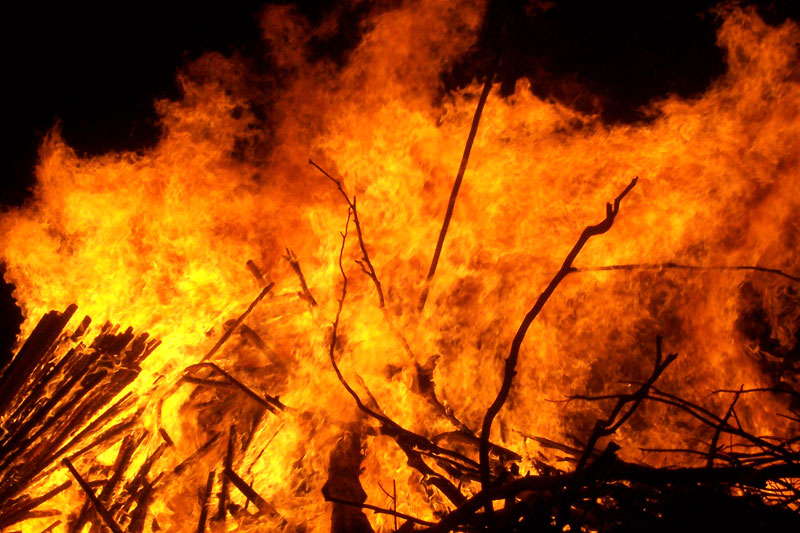
나무가 연소되는 반응은 빠른 반응이다.

화학에서 반응속도(反應速度)는 어떤 화학 반응이 진행되는 속도를 말한다. 예를 들어, 공기 중에서 쇠가 산화되는 것은 상당한 시간이 걸리는 느린 반응이지만, 부탄이 연소되는 반응은 단 몇 초만에 일어난다. 이는 다양한 변수들에 의해 영향을 받으며, 단위 시간당 화학물질의 농도 변화를 이용해 측정할 수 있다. 이때 반응 속도를 측정하기 위한 방법으로는 반응이 멈출 정도의 온도로 급랭하는 방법과 특정 파장의 빛을 쪼여 흡수되는 양을 측정하는 방법이 있다. 반응 속도에 많은 영향을 주는 요인으로 온도와 물리적인 상태를 들 수 있다. 전체 반응 속도는 단일 단계 반응 중 가장 느린 반응에 의해 결정된다. 반응 메커니즘에서 이에 해당하는 단일 단계 반응을 속도 결정 단계라고 한다. 속도 결정 단계는 전체 반응 속도에 결정적인 영향을 주는 단계라 할 수 있다. 반응 메커니즘은 크게 다음과 같이 4가지 경우로 나눌 수 있다.
1. 속도 결정 단계가 반응 메커니즘을 구성하는 여러 단일 단계 반응 중 첫 번째일 경우이다. 이때는 속도 결정 단계의 속도 계산식과 해당 반응의 전체 속도식이 정확히 일치한다.     
반응속도 이론값=73.6KJ/mol
2. 속도 결정 단계가 하나 이상의 빠른 단일 단계 반응 이후일 경우이다. 속도 결정 단계 이전의 단일 단계 반응의 경우 속도가 빠르다면 모두 평형 상태에 있다고 볼 수 있다. 이를 이용하여 속도를 구한다. 이 경우에도 속도 결정 단계의 속도식과 해당 반응의 전체 속도식이 정확히 일치한다.
3. 반응 메커니즘에서 느린 단일 단계 반응이 하나도 없는 경우이다. 이 경우는 모든 단일 단계 반응이 빠르게 진행되어 특별히 반응 속도 결정 단계라 구분하기 힘든 경우이다. 이 경우 중간체를 이용하여 속도를 구한다. 중간체는 반응성이 크고 불안정해서 많이 생기거나 많이 없어진다. 그래서 반응성이 큰 중간체의 농도가 반응 도중 일정하게 유지된다 가정하여 정류 상태 근사법을 이용한다. 압력 조건을 이용하여 더 실제에 가까운 근사를 할 수 있다.
4. 일부 단일 단계 반응이 수없이 반복되는 연쇄반응의 경우이다. 연쇄반응은 반응의 개시를 통한 반응성이 강한 반응 중간체의 생성, 전파를 통한 생성물의 형성 및 반응 중간체의 재생성, 종결에 의한 반응 중간체의 소멸 및 해당 반응의 종료로 이루어진다. 이 경우 반응 속도는 일정하게 유지되며 반응 중간체의 농도도 일정하게 유지된다.
화학반응속도론은 반응속도를 연구하는 물리화학의 한 학문이다. 화학반응속도론의 개념은 화학공학, 효소학, 환경공학 등의 분야에서도 사용하고 있다.

## 속도법칙
예를 들어, n A + m B → C + D 과 같은 화학 반응이 있다고 하자. 속도법칙은 화학반응의 속도와 반응물의 농도의 상관관계에 관한 화학반응속도론의 수학 공식이다. 이 공식을 이용하면 이 화학 반응의 속도 r은 다음과 같이 구할 수 있다.
{\displaystyle \,r=k(T)[A]^{p}[B]^{q}}
이 공식에서 k(T)는 속도상수이다. 속도상수는 공식에서 계산되고 있는 반응물의 농도를 제외한 모든 요소를 포함하는 것이기 때문에, 일정한 숫자는 아니다. 즉, 여기에선 온도와 같은 요소들은 고려하지 않은 것이다.
지수 p와 q는 반응물의 반응차수라고 하며, 둘을 더한 값을 전체반응차수라고 한다. 반응 메커니즘에서 나온 것이다.
실제 화학 반응에 참여하는 화합물이 두 개 이상인 경우, 실험을 통해 각 화합물의 반응차수를 얻는 것은 어렵다. 따라서 일반적으로는 일정한 화합물의 농도를 변화시켜가며 실험하여 화학 반응의 반응 차수를 얻어낸다.
분자도(반응에 참여하는 분자의 개수)와 반응차수는 단일단계 과정(반응이 한 단계만 일어나는 경우)에서만 일치한다. 단일단계 과정에서 반응차수는 원자 수준에서 일어나는 과정과 일치한다. 예를 들어, n개의 A분자는 m개의 B분자와 반응한다(여기서 n과 m을 더한 것이 분자도이다.)
기체 반응에서는 속도법칙을 이상 기체 상태방정식을 사용하여 압력 단위로 표현할 수 있다.

## 같이 보기
- 속도상수(reaction rate constant)
- 속도법칙
- 속도결정단계(Steady state)
- 충돌모형
- 화학반응속도론
- 속도 결정 단계